# Цунода Нацумі
Нацумі Цунода (6 серпня 1992 , Ячійо, Префектура Чіба ) — японська дзюдоїстка, олімпійська чемпіонка та срібна призерка Олімпійських ігор 2024 року, триразова чемпіонка світу.

## Виступи на Олімпіадах
| Олімпіада  | Дисципліна      | Місце |
| ---------- | --------------- | ----- |
| Париж 2024 | до 48 кг        | 1     |
| Париж 2024 | змішана команда | 2     |